# Буджак
Вижте пояснителната страница за други значения на Буджак.
Буджак е остаряло наименование за южната част на историческата област Бесарабия в Украйна и Молдова. Характеризирайки се с пъстър етнически състав, той е сред най-своеобразните региони в тези страни в езиково и културно отношение.

## Разположение
На север историческата му граница минава по Северния Траянов вал в Бесарабия. На юг заема Буджакската степ и част от Дунавската делта (северно от най-северния Килийски ръкав). Разположен между Черно море и реките Дунав, Прут и Днестър, днес включва:
- най-югозападната част на Украйна (в Одеска област) и
- повечето южни гранични райони от Молдова.

## Название
Името Буджак е дадено на тази част от Бесарабия по време на османското владичество в периода 1484 – 1812 г. Произлиза от турската дума bucak, която се превежда като „ъгъл, кът, тихо място“, тъй като районът е затворен географски между Черно море, Дунав, Днестър, Прут и хълмистата част на север.
Всъщност той рядко е наричан с названието Буджак, така се среща предимно в румънски и турски източници. Вместо него се ползва терминът Южна Бесарабия. С по-общия термин Бесарабия се обозначава източната част на историческата област Молдова.

## История
В античните времена Буджак е обитаван от голямото тракийско племе даки и отчасти от скитите. В VII и съответно VI век пр. н.е. древни гръцки колонизатори основават два пристанищни града при устието на реките Дунав и Днепър, известни като Ликостомо и Тирас. По онова време районите около бреговете на Черно море са под властта на древногръцки градове-държави, скитите и държавата на даките. През II век пр. н.е. в Южна Бесарабия се заселват и келти.
През I век римляните завладяват областта, като възстановяват и заселват градовете Тирас и Алиобрикс. След разделянето на Римската империя през 395 година провинцията е включена в състава на Византия. От I век до нашествието на аварите в 558 г. римляните създават множество градове, военни лагери и почивни станции за ветераните, изпращани там от императорите.
Поради местоположението си областта се оказва един от основните пътища, през които преминават народите от Великото преселение. Идвайки от районите на Монголия, те се заселват в Панония, като част от тях опустошават днешна Бесарабия. В годините на Ранното средновековие Буджак е под властта на различни държавни и племенни обединения. От 387 г. е контролиран де факто от хуните. В периода от 558 до 567 г. е под властта на аварите, а след това славяните заселват областта до 679 година, когато българският хан Аспарух се установява в местността, наричана от българите Онгъл. От 681 г. районът влиза в състава на славянобългарската държава и остава такъв до падането му под византийско владичество в началото на XI век, когато при Цар Самуил българските боляри Петър и Боян тук атакуват империята. За победите на българите над византийците свидетелстват „Записките на Готския топарх“ от 1003 г. описание на събития от византийския началник на областта Готия в Северното Причерноморие, между Крим и днешна Одеса, който след като споделя, „че поради справедливостта и законността, която българите най-много почитали, народите се присъединявали доброволно към тях“ също пише за българската армия преминала Дунав и настъпила във владяната от византийците част на Отвъддунавска причерноморска България.
През XI век Буджак е заселен от печенегите, а след това, в XII век – и от куманите. След възстановяването на България през 1185 г. областта отново влиза в рамките на Второто българско царство до 1241 г., когато бива завладянο от Монголската империя. По времето на монголците наново са построени крайбрежните градове Маурокастрон и Ликостомо, които де факто били под властта на средиземноморската град-държава Генуа. Българското управление над областта е възстановено към 1300 г. при цар Тодор Светослав. От 30-те години на XIV век Буджак е управляван от влашкия владетел Иванко I Басараб, откъдето произлиза и прозвището на областта.

Българското етническо и политическо присъствие в земите на север от Дунава е засвидетелствано и през първата третина на XIV век от арабския географ Абуфеда (1273 – 1331 г.). Когато описва река Днепър, той сочи, че: „край нейните брегове се намират множество селища на българи и тюрки“. Важни са и неговите сведения за третия български град носещ името Белград – този на река Днестър: „Акерман е град в земята на българите и тюрките, в седмия климат. Той е малък и е разположен край Черно море… Намира се в равнина. Едни от неговите жители са мюсюлмани, а другите – неверници [християни]. Недалеч от града в морето се влива реката Торлу [Днестър]“.
През 1484 г. молдовският княз Стефан Велики е принуден да предаде крепостите Килия и Акерман (Белгород Днестровски) на Османската империя, а в 1538 г. войводата Петру Рареш е насилствено задължен да даде крепостта Бендери, като по този начин Молдова, и в частност Буджак, на практика става васално войводство на Отоманската империя, което запазва сравнително голяма вътрешна автономия. В Буджака се установяват ногайци.
В периода на Руско-турската война от 1806 – 1812 Буджак е опустошен от Русия. Според мирния договор, подписан през 1812 година в Букурещ, територията източно от реката Прут, в това число и Южна Бесарабия, се дава на Руската империя. След анексирането на тази област, името Бесарабия започва да се използва много често за различаване на Източна Молдова, която става част от Русия, от Западна Молдова, която през 1859 г. се обединява с Влашко.
След провала на Русия в Кримската война от 1856 година, бесарабските градове Рени, Измаил, Болград и Килия са отстъпени от Руската империя на Княжество Молдова. След обединението през 1859 г. с Влашко, на 24 декември 1861 г. Александру Куза обявява независимостта на новата държава Румъния. Последвалата нова Руско-турска от 1877 – 1878 г. и подписаните Санстефански и Берлински мирен договор признават пълната независимост на Румъния от Османската империя, но тя е принудена да върне териториалните придобивки от 1856 г. на Русия.
През 1918 година, в края на Първата световна война, Бесарабия се обявява за независима и се присъединява към Румъния. Обединението на Източна Молдова с Кралство Румъния е подкрепено от Парижкия договор от 1920 година, но това не е признато от Съветския съюз. Тя е анексирана от СССР през 1939 г. след Пакта Молотов-Рибентроп, но Румъния възвръща територията ѝ през 1941 г. В 1944 г. тя отново е окупирана от СССР и е преобразувана в Молдавска съветска социалистическа република, която през 1991 г. обявява своята независимост. По-голямата част от Южна Бесарабия, т.е. от Буджака, е присъединена към Украинската ССР, от 1991 г. – Република Украйна. Днес тази мултиетническа провинция е част от Одеска област.

## Съставни части

### Украински Буджак

#### Етноси
Буджак в Украйна до лятото на 2020 г. обхваща административно териториите на 2 града с областно значение и 9 административни района (показани на картата):
- градове с областно значение: Измаил, Белгород Днестровски;
- административни райони: Арцизки район, Белгородднестровски район, Болградски район, Измаилски район, Килийски район, Ренийски район, Саратски район, Тарутински район, Татарбунарски район.

На 17 юли 2020 година е прието ново административно-териториално деление на Одеска област. В резултат от реформата остават само 7 обединени района в областта, като градовете с областно значение са присъединени към едноименните райони.
Новите райони в Украински Буджак обединяват по 3 бивши района:
- - Белгородднестровски район (източната част),
  - Болградски район (западната част),
  - Измаилски район (южната част).

Численост на етническите групи по райони и градове с областно значение, според преброяването на населението през 2001 г.:
| Район или град с областно значение | Общо    | Украинци | Българи | Руснаци | Молдовци | Гагаузи | Беларуси | Румънци | Арменци | Германци | Други | Незаписани |
| Буджак                             | 623 662 | 251 778  | 129 023 | 125 988 | 78 888   | 24 888  | 2169     | 1741    | 835     | 510      | 7662  | 180        |
| ---------------------------------- | ------- | -------- | ------- | ------- | -------- | ------- | -------- | ------- | ------- | -------- | ----- | ---------- |
| Арцизки район                      | 51 742  | 14 156   | 20 161  | 11 508  | 3276     | 946     | 187      | 190     | 82      | 71       | 1162  | 3          |
| Белгород Днестровски               | 57 550  | 36 074   | 2114    | 15 938  | 1599     | 254     | 343      | 147     | 155     | 81       | 845   | 0          |
| Белгородднестровски район          | 62 326  | 51 028   | 759     | 5485    | 3901     | 189     | 244      | 293     | 59      | 68       | 300   | 0          |
| Болградски район                   | 74 951  | 5667     | 45 576  | 6020    | 1172     | 14 008  | 190      | 142     | 108     | 37       | 2031  | 0          |
| Измаил                             | 85 098  | 32 500   | 8609    | 37 166  | 3670     | 788     | 527      | 244     | 161     | 70       | 1198  | 165        |
| Измаилски район                    | 54 692  | 15 798   | 14 072  | 8870    | 15 083   | 230     | 89       | 160     | 37      | 16       | 337   | 0          |
| Килийски район                     | 59 837  | 26 659   | 2559    | 17 977  | 9442     | 2263    | 188      | 167     | 40      | 43       | 492   | 7          |
| Ренийски район                     | 40 680  | 7196     | 3439    | 6136    | 19 938   | 3216    | 164      | 18      | 32      | 36       | 505   | 0          |
| Саратски район                     | 49 907  | 21 918   | 9988    | 7915    | 9435     | 171     | 72       | 40      | 74      | 16       | 276   | 2          |
| Тарутински район                   | 45 169  | 11 055   | 16 958  | 6295    | 7456     | 2722    | 102      | 174     | 61      | 55       | 290   | 1          |
| Татарбунарски район                | 41 710  | 29 727   | 4788    | 2678    | 3916     | 101     | 63       | 166     | 26      | 17       | 228   | 0          |

Дял на етническите групи по райони и градове с областно значение, според преброяването на населението през 2001 г. (в проценти, %):
| Район или град с областно значение | Украинци | Българи | Руснаци | Молдовци | Гагаузи | Беларуси | Румънци | Арменци | Германци | Други | Незаписани |
| Буджак                             | 40.370   | 20.687  | 20.201  | 12.649   | 3.990   | 0.347    | 0.279   | 0.133   | 0.081    | 1.228 | 0.028      |
| ---------------------------------- | -------- | ------- | ------- | -------- | ------- | -------- | ------- | ------- | -------- | ----- | ---------- |
| Арцизки район                      | 27.358   | 38.964  | 22.241  | 6.331    | 1.828   | 0.361    | 0.367   | 0.158   | 0.137    | 2.245 | 0.005      |
| Белгород Днестровски               | 62.682   | 3.673   | 27.694  | 2.778    | 0.441   | 0.596    | 0.255   | 0.269   | 0.140    | 1.468 | 0.000      |
| Белгородднестровски район          | 81.872   | 1.217   | 8.800   | 6.259    | 0.303   | 0.391    | 0.470   | 0.094   | 0.109    | 0.481 | 0.000      |
| Болградски район                   | 7.560    | 60.807  | 8.031   | 1.563    | 18.689  | 0.253    | 0.189   | 0.144   | 0.049    | 2.709 | 0.000      |
| Измаил                             | 38.191   | 10.116  | 43.674  | 4.312    | 0.925   | 0.619    | 0.286   | 0.189   | 0.082    | 1.407 | 0.193      |
| Измаилски район                    | 28.885   | 25.729  | 16.218  | 27.578   | 0.420   | 0.162    | 0.292   | 0.067   | 0.029    | 0.616 | 0.000      |
| Килийски район                     | 44.552   | 4.276   | 30.043  | 15.779   | 3.781   | 0.314    | 0.279   | 0.066   | 0.071    | 0.822 | 0.011      |
| Ренийски район                     | 17.689   | 8.453   | 15.083  | 49.011   | 7.905   | 0.403    | 0.044   | 0.078   | 0.088    | 1.241 | 0.000      |
| Саратски район                     | 43.917   | 20.013  | 15.859  | 18.905   | 0.342   | 0.144    | 0.080   | 0.148   | 0.032    | 0.553 | 0.004      |
| Тарутински район                   | 24.474   | 37.543  | 13.936  | 16.506   | 6.026   | 0.225    | 0.385   | 0.135   | 0.121    | 0.642 | 0.002      |
| Татарбунарски район                | 71.270   | 11.479  | 6.420   | 9.388    | 0.242   | 0.151    | 0.397   | 0.062   | 0.040    | 0.546 | 0.000      |

#### Езици
Численост на населението по роден език, по райони и градове с областно значение, според преброяването на населението през 2001 г.:
| Район или град с областно значение | Общо    | Руски   | Украински | Български | Молдовски | Гагаузки | Цигански | Беларуски | Арменски | Други | Незаписани |
| Буджак                             | 623 662 | 219 328 | 201 111   | 111 977   | 64 344    | 21 018   | 1096     | 519       | 473      |       |            |
| ---------------------------------- | ------- | ------- | --------- | --------- | --------- | -------- | -------- | --------- | -------- | ----- | ---------- |
| Арцизки район                      | 51 742  | 22 140  | 9438      | 17 583    | 1591      | 432      | 100      | 25        | 54       | 375   | 4          |
| Белгород Днестровски               | 57 550  | 31 263  | 24 081    | 903       | 711       | 110      | 76       | 77        | 59       |       |            |
| Белгородднестровски район          | 62 326  | 8080    | 50 339    | 341       | 3120      | 105      | 105      | 78        | 36       | 115   | 7          |
| Болградски район                   | 74 951  | 12 233  | 3650      | 43 132    | 718       | 13 332   | 127      | 60        | 66       | 1633  | –          |
| Измаил                             | 85 098  | 63 180  | 15 353    | 3898      | 1538      | 327      | 225      | 74        | 65       | 271   | 167        |
| Измаилски район                    | 54 692  | 11 790  | 14 404    | 13 610    | 14 333    | 140      | 158      | 50        | 30       | 176   | 1          |
| Килийски район                     | 59 837  | 26 465  | 21 598    | 1507      | 7667      | 2205     | 126      | 44        | 32       | 191   | 2          |
| Ренийски район                     | 40 680  | 15 411  | 2955      | 2688      | 16 609    | 2751     | 8        | 29        | 14       | 215   | –          |
| Саратски район                     | 49 907  | 10 690  | 20 606    | 9549      | 8795      | 73       | 9        | 18        | 53       | 109   | 5          |
| Тарутински район                   | 45 169  | 14 874  | 8489      | 14 305    | 5727      | 1492     | 48       | 37        | 47       | 148   | 2          |
| Татарбунарски район                | 41 710  | 3202    | 30 198    | 4461      | 3535      | 51       | 114      | 27        | 17       | 105   | –          |

Дял на населението по роден език, по райони и градове с областно значение, според преброяването на населението през 2001 г. (в проценти, %):
| Район или град с областно значение | Руски  | Украински | Български | Молдовски | Гагаузки | Цигански | Беларуски | Арменски | Други | Незаписани |
| Буджак                             | 35.167 | 32.246    | 17.954    | 10.317    | 3.370    | 0.175    | 0.083     | 0.075    |       |            |
| ---------------------------------- | ------ | --------- | --------- | --------- | -------- | -------- | --------- | -------- | ----- | ---------- |
| Арцизки район                      | 42.789 | 18.240    | 33.982    | 3.074     | 0.834    | 0.193    | 0.048     | 0.104    | 0.724 | 0.007      |
| Белгород Днестровски               | 54.323 | 41.843    | 1.569     | 1.235     | 0.191    | 0.132    | 0.133     | 0.102    |       |            |
| Белгородднестровски район          | 12.964 | 80.767    | 0.547     | 5.005     | 0.168    | 0.168    | 0.125     | 0.057    | 0.184 | 0.011      |
| Болградски район                   | 16.321 | 4.869     | 57.546    | 0.957     | 17.787   | 0.169    | 0.080     | 0.088    | 2.178 | –          |
| Измаил                             | 74.243 | 18.041    | 4.580     | 1.807     | 0.384    | 0.264    | 0.086     | 0.076    | 0.318 | 0.196      |
| Измаилски район                    | 21.557 | 26.336    | 24.884    | 26.206    | 0.255    | 0.288    | 0.091     | 0.054    | 0.321 | 0.001      |
| Килийски район                     | 44.228 | 36.094    | 2.518     | 12.813    | 3.685    | 0.210    | 0.073     | 0.053    | 0.319 | 0.003      |
| Ренийски район                     | 37.883 | 7.264     | 6.607     | 40.828    | 6.762    | 0.019    | 0.071     | 0.034    | 0.528 | –          |
| Саратски район                     | 21.419 | 41.288    | 19.133    | 17.622    | 0.146    | 0.018    | 0.036     | 0.106    | 0.218 | 0.010      |
| Тарутински район                   | 32.929 | 18.793    | 31.669    | 12.679    | 3.303    | 0.106    | 0.081     | 0.104    | 0.327 | 0.004      |
| Татарбунарски район                | 7.676  | 72.399    | 10.695    | 8.475     | 0.122    | 0.273    | 0.064     | 0.040    | 0.251 | –          |

### Молдовски Буджак
Молдовски Буджак обхваща почти всички южни гранични райони на Молдова:
- Териториална административна единица Гагаузия;
- административни райони:
  - Тараклийски район,
  - Каушенски район,
  - Щефанводски район[10].